# Mojżesz Wolfson
Mojżesz Wolfson (Mowsza Wolfsohn) (ur. 28 sierpnia 1883, zm. 1944? w KL Auschwitz) – polski lekarz internista pochodzenia żydowskiego, łódzki działacz społeczny i oświatowy. 

## Życiorys
Syn Josela i Ejdli Młodyk. 
Po uzyskaniu dyplomu lekarskiego  w 1911 praktykował w Łodzi, początkowo jako lekarz pogotowia ratunkowego (powstałego w Łodzi w 1898 r. jako trzecie w Polsce a czwarte w Europie). 
Przez pewien czas był lekarzem szkolnym gimnazjum hebrajskiego „Jabne” przy ul. Cegielnianej (obecnie ul. Stefana Jaracza) 75. 
Był lekarzem miejskim i ordynatorem w Miejskim Szpitalu Powszechnym na Radogoszczu oraz lekarzem domowym Ubezpieczalni Społecznej. Był też kierownikiem ambulatorium Łódzkiego Żydowskiego Towarzystwa Niesienia Pomocy Chorym „Linas Hacholim”. Od 15 czerwca 1929 r. wchodził w skład zarządu Stowarzyszenia Humanitarnego „B’nai B’rith” w Łodzi. W latach 30. XX w. był przewodniczącym żydowskiego Towarzystwa Ochrony Zdrowia (TOZ). 
Był aktywnym działaczem stowarzyszeń syjonistycznych. 
Był członkiem zarządu Towarzystwa Żydowskich Szkół Średnich. 
W 1937 mieszkał przy ul. G. Narutowicza 2.
Został przymusowo przesiedlony do getta, które hitlerowcy podczas II wojny światowej po kilku miesiącach od napaści na Polskę i zajęcia Łodzi zorganizowali w najbiedniejszej dzielnicy miasta – Bałuty dla 240 000 Żydów z Łodzi i wielu innych miast Polski i Europy w początku 1940 r. i szczelnie odizolowali od miasta 30 kwietnia 1940 r. Było ogromnym obozem przymusowej pracy ale i eksterminacji.
W getcie mieszkał przy ul. Drewnowskiej 12. Był kierownikiem tzw. Sanitariatu, powołanego w ramach Wydziału Zdrowia do walki z chorobami zakaźnymi i epidemiami. Był też inicjatorem osobnego transportu (konną platformą oznaczoną symbolem czerwonego krzyża) do przewozu zakaźnie chorych i osobnego dla ozdrowieńców. 
Wywieziony podczas likwidacji łódzkiego getta w sierpniu 1944 do hitlerowskiego obozu koncentracyjnego Auschwitz-Birkenau zginął tam prawdopodobnie w końcu 1944 r. Nieznane jest miejsce pochówku, najprawdopodobniej ciało spalono w krematorium. 
W małżeństwie z Gołdą Frajdą z Kowenskich (ur. 1882) miał córkę Rebekę (ur. 19 czerwca 1908).